# Llanto por Cristo muerto (Tintoretto)
Llanto por Cristo muerto es un cuadro del pintor italiano Tintoretto realizado en óleo sobre lienzo. Mide 51 cm de alto por 75 cm de ancho. Pintado entre los años 1555 y 1559, desde 2007 pertenece a la colección del Museo Soumaya, México, D. F. Es uno de los numerosos bocetos que realizó el Tintoretto sobre el descendimiento de la cruz. 